# 刘平平
刘平平（1949年5月13日—2009年12月3日），又名王晴，曾任中华人民共和国国内贸易部科技司司长。是首任全国人大常委会委员长、第二任中华人民共和国主席刘少奇和其妻子王光美的第一个女儿，为纪念解放军进入北平而起此名。

## 生平
幼时在外祖母家长大，后来先后在北京第二实验小学和北京师范大学第一附属中学就读。文化大革命初期曾担任红卫兵领袖，后来由于父亲被打倒，她也经常被批斗。1968年，没有任何根据而被关进北京卫戍区监狱达18个月，后被遣送到山东军马场劳动，1976年回京为释放母亲而奔走。
1980年，赴美国纽约亨特学院学习，改名为王晴，获家政系食品专业学士、食品营养科学硕士，以及哥伦比亚大学食品营养教育硕士和博士学位。1986年回国，担任北京食品研究所所长，致力与研究传统食品的工业化生产，建立了中国第一条工业化豆浆生产线，并被选为北京市劳动模范和“三八红旗手”。
1998年因脑溢血成为植物人，2009年12月3日逝世。